# Музей живописной культуры
Музе́й живопи́сной культу́ры — московский музей произведений художников начала XX века в основном авангардного направления.

## История
Музей был основан в Москве в 1919 году распоряжением Отдела изобразительного искусства Наркомпроса РСФСР как выставочно-учебный музей современного искусства. Его целью было демонстрировать прогресс живописи в сфере материала, цветовой гаммы, пространства, формы и техники.
В апреле-мае 1919 г. организация Музея живописной культуры обсуждалась в специальной комиссии, в которую входили В. Кандинский, А. Родченко, Р. Фальк, Н. Альтман, П. Кузнецов. В. Кандинский опубликовал свой взгляд на концепцию создания новых музеев.
За время самостоятельного существования у музея было четыре руководителя: В. В. Кандинский (1919—1920), А. М. Родченко (1921—1922), П. В. Вильямс (1922—1923) и Л. Я. Вайнер (1923). Музей живописной культуры должен был ознакомить народные массы с современным искусством, улучшить состояние культуры в государстве. Предполагалось создать одноимённый тип музеев искусства; таким образом аналогичные музеи были организованы в Петербурге, Смоленске, Пензе, Уфе, Витебске, Оренбурге и Рязани.
Музейный фонд заведения был составлен благодаря оперативным закупкам специальной комиссии РОСИЗО произведений русского авангарда; позднее коллекция росла благодаря обменам с другими музеями и Государственным музейным фондом. В музейном фонде были работы О. В. Розановой, К. С. Малевича, В. Е. Татлина, П. В. Кузнецова, Н. А. Удальцовой, Л. С. Поповой, А. А. Экстер, П. П. Кончаловского, И. И. Машкова, В. В. Рождественского, Р. Р. Фалька, А. В. Лентулова, А. В. Куприна и т. д. Иностранная живопись была в основном представлена работами французских художников П. Пикассо и А. Дерена.
Изначально экспонаты в Музее живописной культуры выставлялись не по школам, а по принципу контраста формы и письма. В 1923 году музей подвергся реорганизации, была предпринята попытка создания нового типа музея — музея-лаборатории. Таким образом экспозиции делились на две половины: «объёмную» и «плоскостную», в итоге можно было отследить разнообразную постановку и решение художниками поставленных задач. Картины некоторых художников (Машков, Малевич, Попова и др.) были представлены в обеих частях.
В июле 1923 года музей вышел из подчинения РОСИЗО, перейдя на баланс отдела науки Наркомпроса. В 1923—1924 годах был реорганизован в филиал Третьяковской галереи.
Научно-исследовательская работа музея осуществлялась формально-исследовательским отделом, он занимался созданием и утверждением новых методов в сфере искусства. Вокруг музея объединились молодые живописцы, которые позже создали Общество художников-станковистов (ОСТ). Дебютная выставка организации проходила в музее. Успешно прошла устроенная музеем выставка «15 лет левого течения в русском искусстве» (1925). В 1925 году при Формально-исследовательском отделе была открыта исследовательская лаборатория, расширившая круг работы музея. В музее проходили лекции, зачитывались доклады: Малевич прочитал два курса лекций по современному искусству под единым названием «От Сезанна до супрематизма», А. А. Борисов — «О ритмике плоскости», С. Б. Никритин — «О проекционизме» и т. д.
С 23 октября 2019 по 23 февраля 2020 года, в честь столетия Музея живописной культуры, в Третьяковской галерее прошла посвящённая ему выставка-реконструкция, был выпущен подробный каталог. 

## Адреса
- В 1919—1921 годах — улица Волхонка, 14.
- В апреле 1922 года — Поварская улица, 52.
- В октябре 1922 года — улица Большая Дмитровка[3].
- В 1923 года — улица Рождественка, 11 (ВХУТЕМАС).